# Larinia foko
Espèce
Larinia foko est une espèce d'araignées aranéomorphes de la famille des Araneidae.

## Distribution
Cette espèce est endémique de la région de Boeny à Madagascar,. Elle se rencontre vers Mariarano.

## Description
La femelle holotype mesure 8,08 mm.

## Systématique et taxinomie
Cette espèce a été décrite par Escobar-Toledo et Pett en 2024.

## Publication originale
- Escobar-Toledo & Pett, 2024 : « Contributions to the Larinia-group (Araneae: Araneidae) in Madagascar, with the description of two new species. » Arachnology, vol. 19, no 9, p. 1312-1317.